# Acácio de Almeida
Acácio Augusto de Almeida (* 29. Juni 1938 im Dorf Souto, Kreis São João da Pesqueira) ist ein portugiesischer Kameramann.

## Leben
Er absolvierte das Gymnasium in Viseu und ging 1959 nach Lissabon. Dort begann er, Amateurfilme zu vertonen, und belegte ein Hochschulstudium beim Filmprofessor António da Cunha Telles. Erstmals wurde er 1964 Kameraassistent, bei Jean Rabier, für Carlos Vilardebós As Ilhas Encantadas (mit Amália Rodrigues, Pierre Clémenti und Pierre Vaneck). Es folgten eine Reihe von Kameraassistenzen u. a. für António de Macedo, Elso Roque und Jorge Brum do Canto.
1967 drehte er erstmals als hauptverantwortlicher Kameramann, wiederum für António de Macedo. Bekannt wurde er für seine Arbeit am Erfolgsfilm O Cerco (dt.: Die Umzingelung, 1970). Almeida gehörte zu den Gründungsmitgliedern des Centro Português de Cinema, das für den aufkommenden Neuen Portugiesischen Film von entscheidender Bedeutung war. 1977 ging er als Stipendiat der Gulbenkian-Stiftung nach Paris, wo er u. a. mit Néstor Almendros zusammenarbeitete. 1987 gründete er die Inforfilmes-Produktionsgesellschaft, mit der er sich nun zusätzlich als Filmproduzent betätigte.
Der anhaltend hohe Standard seiner Arbeiten ermöglichte ihm zunehmende Engagements, auch international. Besonders in Frankreich arbeitete der Französisch sprechende Almeida häufiger, und hier besonders mit Raoul Ruiz. Als Produzent hingegen konnte er keine Erfolge vorweisen, und er schloss die Inforfilmes, nachdem sie keinen Film pünktlich fertigstellen konnte, und ihr auch die angestrebte internationale Verbreitung der Werke nicht gelungen war. 1998 produzierte er mit Leonel Vieiras Debütfilm A Sombra dos Abutres (dt.: Die Schatten der Geier) letztmals einen Film. Er übernahm dabei auch die Kamera, für die er mehrfach ausgezeichnet wurde, so in Madrid und beim brasilianischen Filmfestival von Gramado.
Acácio de Almeida lebt in Lissabon. Er unterrichtet gelegentlich Film, etwa an der Universität Beira Interior (UBI).

## Rezeption
Acácio de Almeida gilt als bedeutendster Kameramann des neueren portugiesischen Films. Insbesondere seine Arbeiten für das Novo Cinema, aber auch seine fortgeführte Zusammenarbeit mit Regisseuren wie Raúl Ruiz, Cunha Telles oder Monteiro festigten seinen Ruf als effizienter und formvollendeter Kameramann. Sein Gefühl für das Licht, etwa in Filmen wie In der weißen Stadt oder Á Flor do Mar, war einer der Gründe.

## Filmografie

### Kamera (Auswahl)
- 1967: Alta Velocidade (Kurzfilm, R: António de Macedo)
- 1967: Sete Balas para Selma (R: António de Macedo)
- 1970: O Cerco (R: António da Cunha Telles)
- 1972: Fragmentos de um Filme-Esmola: A Sagrada Família (R: João César Monteiro)
- 1972: Vergangenheit und Gegenwart (R: Manoel de Oliveira)
- 1972: Ein Käfer gibt Vollgas (R: Rudolf Zehetgruber)
- 1973: Eusébio, la Pantera Negra (Dok., R: Juan de Orduña)
- 1975: Brandos Costumes (R: Alberto Seixas Santos)
- 1975: Deus, Pátria, Autoridade (R: Rui Simões)
- 1976: Trás-os-Montes (R: Margarida Cordeiro, António Reis)
- 1977: Veredas (R: João César Monteiro)
- 1978: Histórias Selvagens (R: António Campos)
- 1979: E não se pode exterminá-lo? (R: Solveig Nordlund, Jorge Silva Melo)
- 1981: Bom Povo Português (Dok., R: Rui Simões)
- 1981: Silvestre (R: João César Monteiro)
- 1982: Ana (R: Margarida Cordeiro und António Reis)
- 1982: Conversa Acabada (R: João Botelho)
- 1982: Insel der Liebe (R: Paulo Rocha)
- 1983: Jusqu’à la nuit (R: Didier Martiny)
- 1983: In der weißen Stadt (R: Alain Tanner)
- 1983: Im Bann der Leidenschaft (R: Claude d’Anna)
- 1983: La ville des pirates (R: Raoul Ruiz)
- 1984: Notre mariage (R: Valeria Sarmiento)
- 1985: Vertiges (R: Christine Laurent)
- 1986: Ein portugiesischer Abschied (R: João Botelho)
- 1986: Maine-Océan (R: Jacques Rozier)
- 1986: Á Flor do Mar (R: João César Monteiro)
- 1987: Ballade vom Hundestrand (R: José Fonseca e Costa)
- 1988: Les mendiants (R: Benoît Jacquot)
- 1988: La maschera (R: Fiorella Infascelli)
- 1989: Étoile (R: Peter Del Monte)
- 1989: Das Blut (R: Pedro Costa)
- 1990: Das Geheimnis des Dirigenten (R: Marion Hänsel)
- 1992: Terra Fria (R: António Campos)
- 1995: Fugueuse (R: Nadine Trintignant)
- 1996: Pandora (R: António da Cunha Telles)
- 1996: La leyenda de Balthasar el Castrado (R: Juan Miñón)
- 1996: Un asunto privado (R: Imanol Arias)
- 1997: Der zweifelhafte Monsieur Owen (Folge der TV-Serie Maigret)
- 1998: A Tempestade da Terra (R: Fernando D’Almeida e Silva)
- 1998: Os Mutantes – Kinder der Nacht (R: Teresa Villaverde)
- 1998: A Sombra dos Abutres (R: Leonel Vieira)
- 1998: L’inconnu de Strasbourg (R: Valéria Sarmiento)
- 1999: La ciudad de los prodigios (R: Mario Camus)
- 1999: Mal (R: Alberto Seixas Santos)
- 2000: Combat d’amour en songe (R: Raoul Ruiz)
- 2000: Ceux d’en face (R: Jean-Daniel Pollet)
- 2001: Rasganço (R: Raquel Freire)
- 2002: Aparelho Voador a Baixa Altitude (R: Solveig Nordlund)
- 2003: Quaresma (R: José Álvaro Morais)
- 2003: O Fascínio (R: José Fonseca e Costa)
- 2009: Second Life (R: Miguel Gaudêncio, Alexandre Valente)
- 2009: Os Mistérios de Lisboa or What the Tourist Should See (R: José Fonseca e Costa)
- 2011: Cisne (R: Teresa Villaverde)
- 2011: A Morte de Carlos Gardel (R: Solveig Nordlund)
- 2012: Paixão (R: Margarida Gil)
- 2012: Drift Away (R: Daniel Sicard)
- 2014: O Meu Outro País (R: Solveig Nordlund)
- 2016: A Vossa Terra (R: João Mário Grilo)
- 2016: Correspondências (R: Rita Azevedo Gomes)
- 2017: Colo; R: Teresa Villaverde
- 2017: Escrita Íntima (Doku., R: João Mário Grilo)
- 2018: Raiva (R: Sérgio Tréfaut)
- 2018: Quantas Vezes Tem Sonhado Comigo? (Júlia Buisel)
- 2018: O Caderno Negro (R: Valeria Sarmiento, auch Miniserie)
- 2018: Die Portugiesin (R: Rita Azevedo Gomes)
- 2019: Danses macabres, squelettes et autres fantaisies (Doku., R: Rita Azevedo Gomes, Pierre Léon, Jean-Louis Schefer)
- 2020: Take Me Home (Doku., R: Frances Xu)
- 2020: Adeus Senhor António (Kurzfilm, R: Júlia Buisel)
- 2021: Vieirarpad (Doku., R: João Mário Grilo)
- 2022: Quatro Mulheres ao Pé da Água (Fernsehfilm, R: Cláudia Clemente)
- 2022: Objectos de Luz (Doku., R: Marie Carré, Acácio de Almeida)
- 2022: Cavaleiro Vento (Kurzfilm, R: Margarida Gil)

### Produzent
- 1988: Mar à Vista (R: José Nascimento)
- 1989: Rosa de Areia (R: Margarida Cordeiro, António Reis)
- 1990: O Som da Terra a Tremer (R: Rita Azevedo Gomes)
- 1991: Vertigem (R: Leandro Ferreira)
- 1991: Terra Fria (R: António Campos)
- 1992: Coitado do Jorge (R: Jorge Silva Melo)
- 1998: A Sombra dos Abutres (R: Leonel Vieira)